# Železniško postajališče Ljubljana Tivoli
Železniško postajališče Ljubljana Tivoli je železniško postajališče v Ljubljani, ki je priročno predvsem za dostop do predelov Vič (severni del), Rožna dolina, južnega dela mestnega središča in, kot pove že ime, tudi do parka Tivoli. Postajališče sestavljata dva perona, po eden na vsaki strani železniške proge. Vzhodni (za vlake v smeri Postojne) je dosegljiv iz Tobačne tovarne, zahodni (vlaki proti ljubljanski glavni postaji) pa s Ceste v Rožno dolino. Oba perona sta po stopnicah dostopna tudi s podvoza Erjavčeve ceste pod železniško progo.